# Robert P. Casey
Robert Patrick "Bob" Casey, Sr., född 9 januari 1932 i Queens, New York, död 30 maj 2000 i Scranton, Pennsylvania, var en amerikansk demokratisk politiker och far till den senare senatorn Bob Casey.

## Biografi
Han avlade 1953 kandidatexamen vid College of the Holy Cross och 1956 juristexamen vid George Washington University.
Han kandiderade 1966 till guvernör i Pennsylvania, men förlorade i demokraternas primärval. Även hans kampanjer 1970 och 1978 misslyckades.
En annan Robert Casey, också demokrat från Pennsylvania, lyckades 1976 bli invald till State Treasurer. Casey hade själv betts kandidera till ämbetet men han hade tackat nej. Fyra år senare förde republikanerna en kampanj mot den Casey som inte var Robert P. Casey med en slogan Casey isn't Casey. När Pennsylvaniaborna insåg att de 1976 hade valt en mindre känd demokrat vid namn Robert Casey, vann republikanerna 1980 det ämbetet.
En tredje Robert Casey, en lärare, även han demokrat från Pennsylvania, lyckades 1978 vinna partiets nominering till viceguvernör. Hans kampanj, precis som den Robert Caseys som förde kampanj 1976, hade en mycket låg budget. Demokraternas guvernörskandidat Pete Flaherty och medkandidat, läraren Robert Casey, förlorade knappt valet mot republikanernas Dick Thornburgh och medkandidat William Scranton, III.
Robert P. Casey vann guvernörsvalen i Pennsylvania 1986 och 1990. När han för första gången blev invald, förde han kampanj som the real Bob Casey.
När Casey i januari 1987 inledde sitt arbete som guvernör, var början mycket svår. Han hade hunnit vara guvernör i endast två dagar när delstatens skandalomsusade State Treasurer Budd Dwyer begick självmord i direktsändning.
Casey förenade värdekonservatism med en ekonomisk vänsterpolitik. Å ena sidan var han en stenhård abortmotståndare och anhängare av rätten att bära vapen, å andra sidan var han en företrädare för välfärdspolitiken och en vän av fackföreningsrörelsen. Samtidigt som han förde sin kampanj mot aborter, satsade han speciellt på hälsovård för kvinnor. Han fick inte tala på demokraternas konvention inför presidentvalet i USA 1992. Han uppfattade att detta berodde på hans attityd i abortfrågan. Andra abortmotståndare fick tala där, men de betonade inte frågan speciellt, något som Casey skulle ha velat göra.
På grund av abortfrågan vägrade guvernör Casey ge sitt stöd åt demokraternas kandidat, senator Harris Wofford i 1994 års kongressval. Casey hade själv tre år tidigare utnämnt Wofford till senaten. Republikanska partiet drog nytta av demokraternas splittring i Pennsylvania och abortmotståndaren Rick Santorum vann valet. Republikanen Santorum representerade Pennsylvania i USA:s senat i två mandatperioder, innan han i kongressvalet i USA 2006 förlorade mot Caseys son.
Casey insjuknade i en genetisk sjukdom (amyloidosis) som är typisk för Appalacherna. Han var under 1993 tjänstledig i sex månader på grund av ett omfattande kirurgiskt ingrepp. Han lämnade ämbetet 1995, eftersom en tredje mandatperiod som guvernör inte var tillåten i Pennsylvania. Casey funderade på att utmana Bill Clinton i demokraternas primärval inför presidentvalet i USA 1996 men bestämde sig för att inte kandidera av hälsoskäl. Casey avled 68 år gammal 30 maj 2000 i Scranton. Han och Ellen Casey var gifta i närmare 50 år och fick åtta barn.